# Rachel Rourke
Rachel Rourke (Nambour, 1º ottobre 1988) è una pallavolista australiana.
Gioca nel ruolo di opposto nel Beijing.

## Carriera
La carriera di Rachel Rourke inizia nel 2005 tra le file del Queensland Pirates; dopo una sola stagione si trasferisce negli Stati Uniti d'America giocando per quattro anni con la Oregon State University. Nella stagione 2010-11 viene ingaggiata dal San Vito, dove milita per una sola stagione in Serie A2.
Nella stagione 2011-12 si trasferisce in Polonia ingaggiata dal Muszynianka con cui vince la Supercoppa polacca, mentre la stagione successiva viene ingaggiata dall'Atom Trefl Sopot, vincendo lo scudetto. Nella stagione 2013-14 passa al Rabitə Baku, club della Superliqa azera col quale vince lo scudetto. Nella stagione seguente gioca invece nella V-League sudcoreana con le Pink Spiders.
Nel campionato 2015-16 approda in Cina, dove prende parte alla Volleyball League A col Sichuan, dove resta due annate, trasferendosi nella stagione 2017-18 al Beijing.

## Palmarès

### Club
- Campionato polacco: 1

2012-13
- Campionato azero: 1

2013-14
- Supercoppa polacca: 1

2011

### Premi individuali
- 2009 - All-America Second Team
- 2013 - Coppa di Polonia: Miglior attaccante